# 黃環艷瓢蟲
黃環艷瓢蟲（学名：Jauravia limbata）为瓢蟲科艷瓢蟲屬下的一个种。